# Jacques Pache
Jacques Pache, né le 19 décembre 1932 à Frameries, est un enseignant et chef de chœur vaudois.

## Biographie
Jacques Pache est né en Belgique, où son père officiait comme pasteur. À l’âge d’un an, retour au pays, à Missy près de Payerne, où il passe une heureuse enfance campagnarde. Puis ce sera Aubonne, où il suit le collège secondaire. Enfin, Renens, à deux pas de Lausanne, où il fréquente l’école normale Il obtient son brevet d’instituteur avant d'être nommé à Château-d'Œx. En parallèle, il s’inscrit au Conservatoire de musique de Fribourg et y suit les cours du compositeur Aloÿs Fornerod. 
En 1956, il se voit proposer un poste au collège secondaire de Château d'Œx. Il commence alors un brevet d’enseignement secondaire de musique qu’il passe en 1959, avant de déménager en 1960 pour Lausanne, où il est nommé au Collège secondaire de Béthusy. Il y reprend la direction de l’Orchestre du collège, qui deviendra bientôt l’Orchestre des collèges, regroupant les élèves des collèges lausannois puis des gymnases cantonaux. En 1966, il crée les camps d’orchestre, semaines de musique à la montagne. En 1968, il prend la direction du chœur du Collège de Béthusy, et crée, en 1974, l’Orchestre préparatoire. En 1977, il fonde l’Orchestre Cinqsept, petit orchestre de chambre qui réunit les meilleurs éléments issus de l’Orchestre des collèges et gymnases. Cet ensemble cesse ses activités en 1994. Il dirige enfin le chœur Faller de 1983 à 1989.Jacques Pache reçoit, en 1982, le Prix de l’Eveil de la Fondation vaudoise pour la promotion et la création artistique. Puis, en 2002, il partage avec André Charlet, Michel Corboz et Robert Mermoud le prix de la Fondation Pierre et Louisa Meylan. En juin 2000, Antonin Scherrer lui rend également hommage dans un ouvrage intitulé Jacques Pache "Libre", retraçant sous forme d’entretiens les points forts de son itinéraire et de sa vision de l’enseignement de la musique.
Un fonds Jacques Pache a été créé à la Bibliothèque cantonale et universitaire - Lausanne.

## Sources
- « Jacques Pache », sur la base de données des personnalités vaudoises sur la plateforme « Patrinum » de la Bibliothèque cantonale et universitaire de Lausanne.
- 24 Heures, 2001/09/13, p. 34
- Antonin Scherrer, Jacques Pache "libre", Lausanne : Colophane, 2000
- Jacques Pache, Au-delà des notes : le solfège? - d'accord, mais la musique d'abord!, Cossonay : Ecole de Musique, 2004
- Jean-Paul Cavin, "Organisateur, pédagogue et musicien exceptionnel",  Revue musicale suisse, octobre 2012, p. 11-12
- Camille Hude, "Les élèves de Jacques Pache célèbrent leur maître", 24 Heures, 2012/10/18
- Matthieu Chenal "Les voix d'or de l'alchimiste", 24 Heures, 2013/02/09, p. 31